# Bootvaart (Bobbejaanland)
Bootvaart is een rondvaart in het Belgische attractiepark Bobbejaanland en staat in het themagebied Land of Legends.
Bootvaart is gebouwd door MACK Rides in opdracht van de familie Bobbejaan Schoepen. De attractie opende in juni 1994 en kostte € 500 000.
In Bootvaart kan de bezoeker een boottocht doen in tuinen vol bloemen, beelden en fonteinen. Bij de uitgang staat er ook een klein ontoegankelijk kasteeltje.

De Bootvaart mag men niet verwarren met de Mississippiboot.

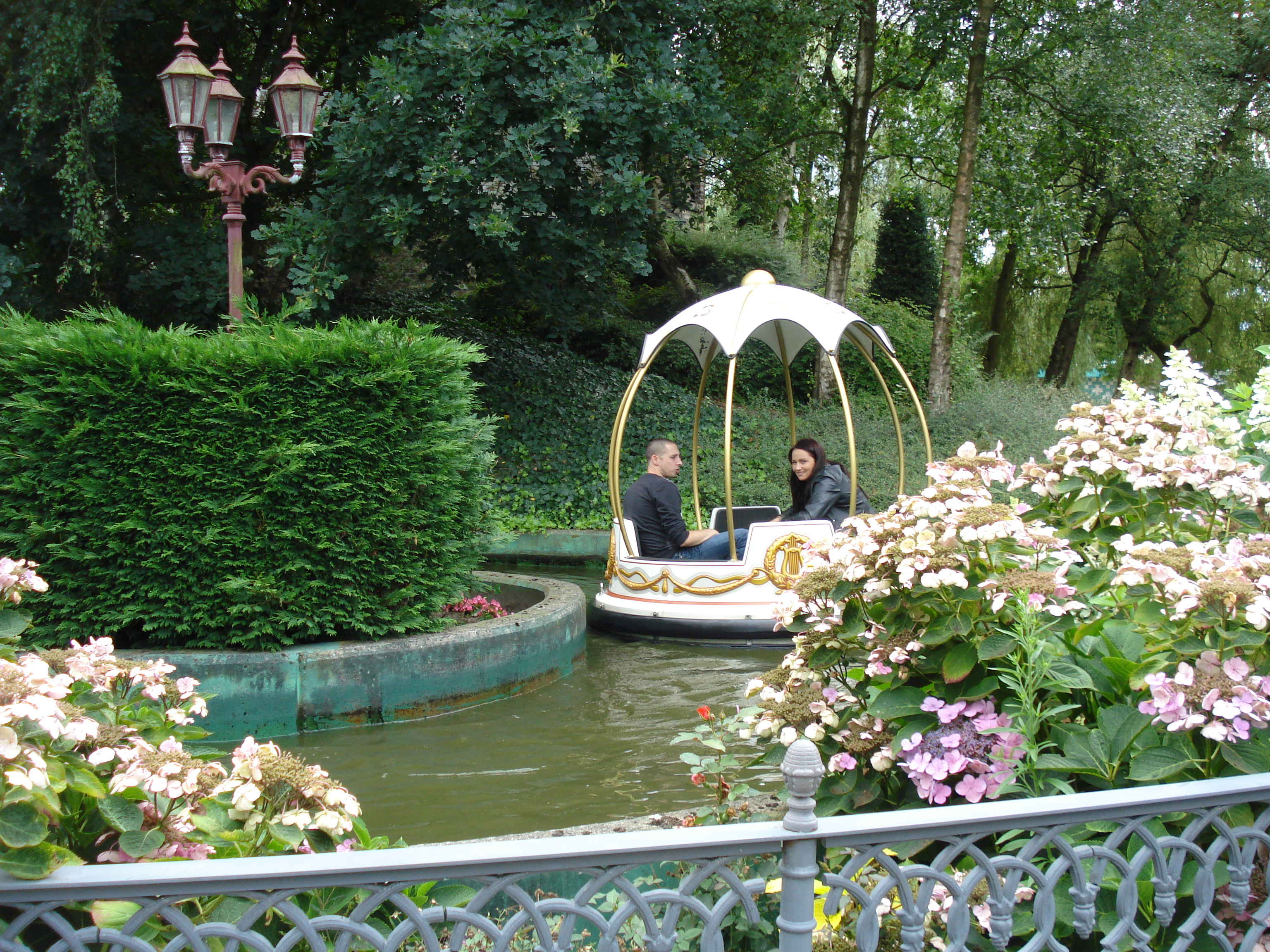
Bootje van bootvaart

Afbeeldingen